# Рендген грудног коша
Рендген грудног коша (РГК) је метода у радиологији којом се добија снимак грудног коша применом фокусираног снопа рендгенског зрачења уз помоћ које се обавља погледа срце, плућа и костију грудног коша. Рендгенски снимци грудног коша су брзи, неинвазивни тестови, који омогућавају добијања резултата истог дана.  
Ткива човековог тела варирају у дебљини, и зато када зрачење прође кроз тело, свака структура пропушта различиту количину зрачења. На пример,  кости су веома дебеле и не дозвољавају да прође много зрачења и зато на на рендгенском снимку оне изгледају беле. Међутим  плућа, која  пропуштају више зрачења  изгледају сива на рендгенском снимку. посматрајући боје и сенчење на рендгенском снимку лекар може  постави дијагнозу или прати лечење стања као што су пнеумонија, емфизем, рак  или ХОБП.  дијагностиковати и лечили здравствена стања.
Као и све методе радиографије, и радиографија грудног коша користи јонизујуће зрачење у облику рендгенских зрака за генерисање слика грудног коша. Средња доза зрачења за одраслу особу са радиографије грудног коша је око 0,02  mSv за поглед спреда (ПА или постероантериорно) и 0,08  mSv  за поглед са стране (ЛЛ, или латеро-латерално). Заједно, ово одговара времену еквивалентног позадинског зрачења од око 10 дана.

## Индикације
Стања која се обично идентификују радиографијом грудног коша су:
- упала плућа,
- пнеумоторакс,
- интерстицијска болест плућа
- срчана инсуфицијенција
- прелом костију
- хиатална кила
- туберкулоза плућа

Радиографије грудног коша се користе за дијагностиковање многих стања која укључују зид грудног коша и његове кости и структуре које се налазе у торакалној шупљини ( плућа, срце и велике судове). Пнеумонија и конгестивна срчана инсуфицијенција се врло често дијагностикују рендгенским снимком грудног коша. Радиографије грудног коша се такође користе за скрининг болести плућа повезаних са послом у индустријама као што је рударство где су радници изложени прашини. 
За нека стања грудног коша, радиографија је добра за скрининг, али лоша за дијагнозу. Када се на основу радиографије грудног коша посумња на стање, може се добити додатна слика грудног коша како би се дефинитивно дијагностиковало стање или да би се пружили докази у корист дијагнозе предложене почетном радиографијом грудног коша. 
Главни региони у којима рендгенски снимак грудног коша може идентификовати проблеме су
- Дисајни путеви, укључујући хиларну аденопатију или проширење

- Сенке у дојци

- Кости, нпр. преломи ребара и литичке лезије костију

- Срчана силуета, откривање проширења срца

- Костофренични углови, укључујући плеуралне изливе

- Дијафрагма, нпр. доказ слободног ваздуха, што указује на перфорацију абдоминалног вискуса

- Врхови, нпр. код фиброзе, пнеумоторакса, задебљања плеуре или плакова

- Екстраторакална ткива

- Плућни паренхим, што је доказ алвеоларног плављења.

## Предности, ризици и ограничења

### Предности
- Ниједна доза зрачење не остаје у телу након рендгенског прегледа.
- Рендгенски зраци обично немају нежељене ефекте у типичном дијагностичком опсегу за овај преглед.
- Рендгенска опрема је релативно јефтина и широко доступна у хитним службама, лекарским ординацијама, амбулантним центрима, старачким домовима и другим локацијама. То ову методу чини погодном и за пацијенте и за лекаре.
- Пошто је рендгенско снимање брзо и лако, посебно је корисно у хитној дијагностици и лечењу.

### Ризици
Увек постоји мала шанса за рак од прекомерног излагања зрачењу. Међутим, с обзиром на малу количину зрачења која се користи у медицинском снимању, корист од тачне дијагнозе далеко надмашује потенцијални ризик.
Жене увек треба да кажу свом лекару и рендгенском техничару ако су трудне.  
Да би се избегли ризици води се посебна пажња да се током рендгенских прегледа користе најнижд могућд дозу зрачења за израду најбоље слике за процену. Националне и међународне организације за заштиту од радиологије континуирано прегледају и ажурирају стандарде техника које користе радиолошки професионалци.
Савремени рендгенски системи минимизирају лутајуће (разбацано) зрачење коришћењем контролисаних рендгенских зрака и метода контроле дозе. Ово осигурава да делови  тела који се не снимају буду минимално изложени зрачењу.

### Ограничења
Иако је рендген грудног коша веома користан преглед, он има и нека ограничења. Пошто се нека стања грудног коша не могу открити на конвенционалном рендгенском снимку грудног коша, овај преглед не може нужно искључити све проблеме у грудном кошу. На пример, мали канцери се можда неће појавити на рендгенском снимку грудног коша. Крвни угрушак у плућима, стање које се назива плућна емболија, не може се видети на рендгенским снимцима грудног коша. Имајући ово у виду након рендген грудног коша често је неопходно сповести даље сликовне тестове који могу бити неопходне да би се разјаснили резултати рендгенског снимка грудног коша или да се траже абнормалности које нису видљиве на рендгенском снимку грудног коша.

## Галерија
- Рендген грудног коша ПА обрнут и побољшан.
- Пројекционо приказан ЦТ снимак, који показује прелаз торакалних структура између антеропостериорног и бочног погледа
- Снимак грудног коша који показује повећану непрозирност у оба плућа, што указује на упалу плућа
- Радиографија грудног коша која показује бронхопулмоналну дисплазију.
- Снимак грудног коша након уметања имплантабилног кардиовертера-дефибрилатора, који приказује генератор шока у горњем левом делу грудног коша и електрични провод унутар десног срца. Обратите пажњу на обе радионепропусне завојнице дуж кабла уређаја.
- Антеро-постериорни снимак, који приказује ендотрахеалну цев и Левинову цев, обе правилно на месту.